# سو تاجوشى
سو تاجوشى (باليابانية: 田口壮؛ بالكانا: たぐち そう) هو لاعب كرة قاعدة ياباني، ولد في 2 يوليو 1969 في نيشينومايا.

## وصلات خارجية
- سو تاجوشى على موقع دوري كرة القاعدة الرئيسي (الإنجليزية)
- سو تاجوشى على موقع الدوري الياباني لكرة القاعدة (الإنجليزية)
- سو تاجوشى على موقعبيزبول رفرنس.كوم (الدوري الرئيسي) (الإنجليزية)
- سو تاجوشى على موقعبيزبول رفرنس.كوم (الدوري الثانوي) (الإنجليزية)
- سو تاجوشى على موقع إي إس بي إن.كوم (أم.أل.بي) (الإنجليزية)
- سو تاجوشى على موقع مشجعي الرسوم البيانية (الإنجليزية)
- سو تاجوشى على موقع أوليمبيديا (الإنجليزية)

- سو تاجوشى على موقع IMDb (الإنجليزية)